# Matías Rubio
Matías Martín Rubio Kostner ou simplesmente Matías Rubio (Santiago de 1988) é um futebolista chileno que joga como atacante no Deportes Concepción. Ele é neto de Ildefonso Rubio ex-goleiro, filho de Hugo Rubio ex-atacante e é irmão do atacante Eduardo Rubio que joga no Deportes La Serena e do atacante Diego Rubio que joga no Sporting.

## Carreira
Matías Rubio começou na Universidad Católica, onde estreou no Campeonato Chileno numa partida contra o Colo-Colo marcando o gol da vitória em 2009. Em 2011 foi emprestado ao Rangers, em 2012 volta a Universidad Católica, e em 2013 depois de ter sido dispensado assina com o Deportes Concepción.

## Estatísticas
Até 26 de fevereiro de 2012.

### Clubes
| Clube                | Temporada         | Campeonato nacional | Campeonato nacional | Copa nacional[a] | Copa nacional[a] | Competições continentais[b] | Competições continentais[b] | Outros torneios[c] | Outros torneios[c] | Total | Total |
| Clube                | Temporada         | Jogos               | Gols                | Jogos            | Gols             | Jogos                       | Gols                        | Jogos              | Gols               | Jogos | Gols  |
| -------------------- | ----------------- | ------------------- | ------------------- | ---------------- | ---------------- | --------------------------- | --------------------------- | ------------------ | ------------------ | ----- | ----- |
| Universidad Católica | 2012              | 0                   | 0                   | 0                | 0                | 0                           | 0                           | —                  | —                  | 0     | 0     |
| Universidad Católica | Total             | 0                   | 0                   | 0                | 0                | 0                           | 0                           | —                  | —                  | 0     | 0     |
| Total na carreira    | Total na carreira | 0                   | 0                   | 0                | 0                | 0                           | 0                           | 0                  | 0                  | 0     | 0     |

- a. ^ Jogos da Copa Chile
- b. ^ Jogos da Copa Libertadores e Copa Sul-Americana
- c. ^ Jogos do Jogo amistoso

## Títulos
Universidad Católica
- Campeonato Chileno: 2010
- Copa Chile: 2011